# Jaime Carreño Lee-Chong
Jaime Matías Carreño Lee-Chong (Recoleta, Chile, 3 de marzo de 1997) es un futbolista profesional chileno que se desempeña como volante central y actualmente milita en Deportes Santa Cruz de la Primera B de Chile. Es sobrino del exfutbolista Óscar Lee-Chong.

## Trayectoria

### Universidad Católica
Proveniente de la comuna de Recoleta, Jaime disputó sus primeros pasos en las divisiones inferiores de Universidad Católica, con el fútbol formativo UC logró conquistar varios títulos como la Manchester United Premier Cup de 2012.
Sus buenas participaciones en el equipo de la franja lo llevaron a ser parte de los jugadores juveniles que disputaron el Sudamericano Sub-17 en 2013.
En 2015 logra ser promovido al primer equipo, debutaría en el Torneo Apertura 2015 el 15 de agosto entrando como titular frente a Santiago Wanderers, jugando 63' en el empate 2 - 2. Su rendimiento bajo lo hizo ver varios partidos desde el banquillo, sin oportunidad de volver a jugar.
Al comenzar el Torneo de Clausura 2016, Jaime tiene más oportunidades de jugar, entrando como suplente en el primer partido contra Deportes Iquique, en cual el equipo de la franja empata 2 - 2.
El 6 de febrero, luego de volverse uno de los jugadores importantes en el mediocampo cruzado, Carreño sale lesionado a los 77' en el 2 - 4 que ganó la Católica frente a Universidad de Concepción.
Jaime vuelve al equipo titular frente a Unión Española el 12 de febrero, un partido que se terminaría llevando el equipo cruzado por 4 - 2.
Después de perderse un par de partidos frente a Cobresal y San Marcos de Arica, con la rabia desatada entre la hinchada cruzada, Jaime vuelve al equipo titular para disputar el clásico universitario. Ese 23 de abril de 2016 Jaime Carreño convierte su primer gol como profesional en la victoria por 2 - 1 frente a Universidad de Chile. Aquel gol le daba la primera opción a su equipo para volverse el campeón del campeonato además de ser considerado como el mejor jugador del partido.
Finalmente Universidad Católica terminaría coronándose campeón del Clausura 2016, en el cual Jaime jugó la mayoría de los partidos, varios como titular.
A pesar de su buen torneo, en el Apertura 2016 Mario Salas no le da la confianza esperada a Jaime, además que la llegada de los jugadores argentinos Diego Buonanotte, Enzo Kalinski y Ricardo Noir. Carreño es relegado al banquillo de suplentes y no ve la misma cantidad de acción que la temporada pasada.
Aunque no logra replicar la gran temporada anterior y jugar solo 9 partidos, se consagra campeón del Apertura 2016 logrando así el tan anhelado primer bicampeonato del equipo de la precordillera, además de la Supercopa de Chile 2016.

### Everton
En junio de 2017 y sin opciones en Universidad Católica Jaime ficha por Everton de Viña del Mar para el Torneo de Transición de 2017.

## Selección nacional

### Selección sub-17
Integró la Selección Chilena sub-17 que participó en el Sudamericano Sub-17 llevado a cabo en Argentina. Con la Selección no logró clasificarse al mundial de la categoría al haber quedado 4º en su grupo.

### Selección sub-20

#### Sudamericano Sub-20 2017
Fue citado por el DT Héctor Robles para disputar el Sudamericano sub-20 de 2017. En el primer partido estuvo en la banca, desde ahí fue donde a los 79' recibió una tarjeta amarilla por reclamos. Finalmente, a los 81' el árbitro expulsaría a Carreño sin haber pisado el campo de juego, tras haber sido sorprendido dando órdenes de hacer tiempo a sus compañeros. Con posterioridad, se conocería que Carreño lo hizo siguiendo instrucciones del DT. Con dicha expulsión, se perdió el partido siguiente contra Ecuador. Chile terminaría el torneo eliminado en primera ronda, tras perder ante Colombia por la cuenta mínima, quedando último en su grupo y penúltimo en toda la competición solo superando a Perú, consagrando así la peor participación chilena desde el Sudamericano de 1985 realizado en Paraguay.
| Competencia                 | Sede    | Resultado    | PJ | Goles |
| --------------------------- | ------- | ------------ | -- | ----- |
| Sudamericano Sub-20 de 2017 | Ecuador | Primera fase | 1  | 0     |

### Selección sub-21
El día 29 de julio de 2017, fue incluido en la nómina de 20 jugadores de proyección, categoría sub-21, que militan en el medio local, dada a conocer por la ANFP de cara a un encuentro amistoso a disputarse el 1 de septiembre del mismo año contra la selección francesa sub-21 en el Estadio Parque de los Príncipes de París. El equipo será dirigido por el entrenador de la selección chilena sub-20, Héctor Robles, en coordinación con el personal de la selección absoluta, en un trabajo de preparación que contará con la observación del cuerpo técnico que encabeza Juan Antonio Pizzi y que tiene por objeto visualizar deportistas que puedan ser considerados para incorporarse paulatinamente a la selección adulta.

## Estadísticas
| Club                              | Div.          | Temporada     | Liga  | Liga  | Copas nacionales | Copas nacionales | Torneos internacionales | Torneos internacionales | Total | Total |
| Club                              | Div.          | Temporada     | Part. | Goles | Part.            | Goles            | Part.                   | Goles                   | Part. | Goles |
| --------------------------------- | ------------- | ------------- | ----- | ----- | ---------------- | ---------------- | ----------------------- | ----------------------- | ----- | ----- |
| Universidad Católica · Chile      | 1.ª           | 2015-16       | 18    | 1     | —                | —                | —                       | —                       | 18    | 1     |
| Universidad Católica · Chile      | 1.ª           | 2016-17       | 13    | 0     | 7                | 0                | 1                       | 0                       | 21    | 0     |
| Everton · Chile                   | 1.ª           | 2017          | 14    | 0     | 2                | 0                | —                       | —                       | 16    | 0     |
| Everton · Chile                   | Total club    | Total club    | 14    | 0     | 2                | 0                | 0                       | 0                       | 16    | 0     |
| Universidad Católica · Chile      | 1.ª           | 2018          | 14    | 1     | —                | —                | —                       | —                       | 14    | 1     |
| Universidad Católica · Chile      | 1.ª           | 2019          | 5     | 1     | 2                | 0                | 1                       | 0                       | 8     | 1     |
| Universidad Católica · Chile      | Total club    | Total club    | 50    | 3     | 9                | 0                | 2                       | 0                       | 61    | 3     |
| Oriente Petrolero · Bolivia       | 1.ª           | 2020          | 9     | 1     | —                | —                | 1                       | 0                       | 10    | 1     |
| Oriente Petrolero · Bolivia       | Total club    | Total club    | 9     | 1     | 0                | 0                | 1                       | 0                       | 10    | 1     |
| Universidad de Concepción · Chile | 1.ª           | 2020          | 15    | 0     | —                | —                | —                       | —                       | 15    | 0     |
| Universidad de Concepción · Chile | Total club    | Total club    | 15    | 0     | 0                | 0                | 0                       | 0                       | 15    | 0     |
| Deportes La Serena · Chile        | 1.ª           | 2021          | 10    | 0     | —                | —                | —                       | —                       | 10    | 0     |
| Deportes La Serena · Chile        | 1.ª           | 2022          | 14    | 0     | 2                | 0                | —                       | —                       | 16    | 0     |
| Deportes La Serena · Chile        | Total club    | Total club    | 24    | 0     | 2                | 0                | 0                       | 0                       | 26    | 0     |
| Deportes Iquique · Chile          | 2.ª           | 2023          | 17    | 1     | 1                | 0                | 0                       | 0                       | 18    | 1     |
| Deportes Iquique · Chile          | Total club    | Total club    | 17    | 1     | 1                | 0                | 0                       | 0                       | 18    | 1     |
| Santiago Morning · Chile          | 2.ª           | 2024          | 8     | 0     | 0                | 0                | 0                       | 0                       | 8     | 0     |
| Santiago Morning · Chile          | Total club    | Total club    | 8     | 0     | 0                | 0                | 0                       | 0                       | 8     | 0     |
| Santa Cruz CD · Chile             | 2.ª           | 2023          | 12    | 0     | 6                | 0                | 0                       | 0                       | 18    | 0     |
| Santa Cruz CD · Chile             | Total club    | Total club    | 12    | 0     | 6                | 0                | 0                       | 0                       | 18    | 0     |
| Total carrera                     | Total carrera | Total carrera | 149   | 5     | 20               | 0                | 3                       | 0                       | 172   | 4     |
| 1. 2. 3.                          |               |               |       |       |                  |                  |                         |                         |       |       |

## Palmarés

### Títulos oficiales
| Título             | Equipo                   | País  | Año    |
| ------------------ | ------------------------ | ----- | ------ |
| Primera División   | C.D Universidad Católica | Chile | 2016-C |
| Supercopa de Chile | C.D Universidad Católica | Chile | 2016   |
| Primera División   | C.D Universidad Católica | Chile | 2016-A |
| Primera División   | C.D Universidad Católica | Chile | 2018   |
| Supercopa de Chile | C.D Universidad Católica | Chile | 2019   |
| Primera División   | C.D Universidad Católica | Chile | 2019   |